# Среднеколымский улус
Среднеколы́мский улу́с (райо́н) (якут. Орто Халыма улууhа) — административно-территориальная единица (улус или район) и муниципальное образование (муниципальный район) в Республике Саха (Якутия) Российской Федерации.
Административный центр — город Среднеколымск, находящийся от столицы республики г. Якутска на расстоянии: наземным путём — 2664 км, водным — 3940 км, воздушным — 1485 км.

## География
Площадь района — 125,2 тыс. км². Граничит на юге с Верхнеколымским улусом, на западе — с Абыйским улусом, на северо-западе — с Аллаиховским улусом, на севере — с Нижнеколымским улусом, на востоке — с Чукотским автономным округом и на юго-востоке — с Магаданской областью.
Природные условия
Преобладает равнинный рельеф. Значительную часть улуса занимает Колымская низменность. На западе — Алазейское плоскогорье, на востоке — Юкагирское плоскогорье. По территории улуса протекают реки Колыма и Алазея. Множество озёр, крупнейшие: Павылон, Чонгкуя, Ружникова, Улах-Улюнг, Балаганнах, Балыма, Улахан-Кёлюекян, Калгын, Унарба 2-я.
Средняя температура января −38 °С, июля +12 °С. Осадков выпадает в год от 150 мм до 300 мм (на Юкагирском плоскогорье).
В северо-восточной части улуса расположен природный парк «Колыма».

## История
Улус (район) образован 25 мая 1930 года.

## Население
| 1970  | 1979  | 1989  | 2002  | 2007  | 2009  | 2010  | 2011  | 2012  |
| ----- | ----- | ----- | ----- | ----- | ----- | ----- | ----- | ----- |
| 6921  | ↗8030 | ↗9441 | ↘8353 | ↘7887 | ↘7767 | ↗7897 | →7897 | ↘7793 |
| 2013  | 2014  | 2015  | 2016  | 2017  | 2018  | 2019  | 2020  | 2021  |
| ↘7692 | ↘7535 | ↘7497 | ↗7538 | ↘7512 | ↘7499 | ↘7424 | ↘7332 | ↘6805 |
| 2022  | 2023  |       |       |       |       |       |       |       |
| ↘6751 | ↘6741 |       |       |       |       |       |       |       |

### Урбанизация
В городских условиях (город Среднеколымск) проживают  46,25 % населения района.

### Национальный состав
Село Берёзовка на востоке улуса — место постоянного компактного проживания эвенов.

## Муниципально-территориальное устройство
Среднеколымском улус (район), в рамках организации местного самоуправления, включает 10 муниципальных образований, в том числе 1 городское поселение и 9 сельских поселений (наслегов):
| №  | Муниципальное образование                 | Административный центр | Количество населённых пунктов | Население (чел.) | Площадь (км²) |
| -- | ----------------------------------------- | ---------------------- | ----------------------------- | ---------------- | ------------- |
| 1  | город Среднеколымск                       | город Среднеколымск    | 2                             | ↘3132            | 273,93        |
| 2  | Алазейский наслег                         | село Аргахтах          | 1                             | ↘469             | 7207,10       |
| 3  | Байдинский наслег                         | село Налимск           | 1                             | ↘418             | 6847,48       |
| 4  | Берёзовский национальный (кочевой) наслег | село Берёзовка         | 2                             | →317             | 42 461,00     |
| 5  | Кангаласский 1-й наслег                   | село Алеко-Кюёль       | 2                             | ↘494             | 17 419,17     |
| 6  | Кангаласский 2-й наслег                   | село Эбях              | 1                             | ↗453             | 13 746,48     |
| 7  | Мятисский 1-й наслег                      | село Сылгы-Ытар        | 1                             | ↗440             | 9547,05       |
| 8  | Мятисский 2-й наслег                      | село Сватай            | 2                             | ↘504             | 10 328,27     |
| 9  | Сень-Кюёльский наслег                     | село Ойусардах         | 2                             | ↘505             | 8238,12       |
| 10 | Хатынгнахский наслег                      | село Хатынгнах         | 1                             | ↗241             | 8980,21       |

### Населённые пункты
В Среднеколымском улусе 15 населённых пунктов.
| №  | Населённый пункт | Тип   | Население | Муниципальное образование                 |
| -- | ---------------- | ----- | --------- | ----------------------------------------- |
| 1  | Алеко-Кюёль      | село  | ↘512      | Кангаласский 1-й наслег                   |
| 2  | Аргахтах         | село  | ↘469      | Алазейский наслег                         |
| 3  | Берёзовка        | село  | ↘280      | Берёзовский национальный (кочевой) наслег |
| 4  | Лобуя            | село  | ↘1        | город Среднеколымск                       |
| 5  | Налимск          | село  | ↘418      | Байдинский наслег                         |
| 6  | Ойусардах        | село  | ↗530      | Сень-Кюёльский наслег                     |
| 7  | Роман            | село  | →0        | Сень-Кюёльский наслег                     |
| 8  | Сватай           | село  | ↘502      | Мятисский 2-й наслег                      |
| 9  | Соянги           | село  | →0        | Кангаласский 1-й наслег                   |
| 10 | Среднеколымск    | город | ↗3118     | город Среднеколымск                       |
| 11 | Суччино          | село  | ↘10       | Мятисский 2-й наслег                      |
| 12 | Сылгы-Ытар       | село  | ↗440      | Мятисский 1-й наслег                      |
| 13 | Уродан           | село  | ↘3        | Берёзовский национальный (кочевой) наслег |
| 14 | Хатынгнах        | село  | ↗241      | Хатынгнахский наслег                      |
| 15 | Эбях             | село  | ↗453      | Кангаласский 2-й наслег                   |

## Экономика
Основа экономики улуса — сельское хозяйство (скотоводство, коневодство, оленеводство и звероводство), рыболовство и пушной промысел.

## Транспорт
Действует аэропорт и речная пристань в Среднеколымске.

## Археология и палеоантропология
Помазкинский археологический комплекс расположен в районе опустевшей деревни Помазкино (67°05' с.ш. и 156°30' в.д.) и находится на правом берегу Колымы, в 465 км от её устья. На стоянке Помазкино 2-4 найдены ранненеолитические культурные артефакты сыалахской культуры: сетчатая керамика и типичный набор каменного (вкладыши, угловые и многофасеточные резцы, резчики, скребки и проколки на пластинах; ножи, скребки и скребла на отщепах; полностью обработанные наконечники стрел и ножи; галечные тесла, топоры и отбойники) и костяного (проколки, шилья) инвентаря. На стоянке Помазкино 2-4 малая часть артефактов относится к среднему неолиту (белькачинская культура), большая часть — к позднему неолиту. Среди них особую научную ценность представляют жилища на поселении Помазкино 4, могильник на стоянке Помазкино 3. Долговременные очаги на поселении Помазкино 4 имеют возраст 3892±243 л. н. В конструкции наземных жилищ использовались жерди, берёзовая кора и плиты известняка. В обоих жилищах собран каменный, костяной и керамический материал аналогичный коллекции из поздненеолитического слоя Каменки 1. Разница заключается лишь в том, что на помазкинском поселении остатки ихтиофауны единичны, а в жилищах и рядом с ними, в местах производства каменных орудий и приготовления пищи, найдены дополнительно наковальни, отбойники, куранты и тёрочники. В могильнике на стоянке Помазкино 3 обнаружено два одиночных погребения в грунтовых ямах: мужское и женское. Ямы были закрыты сверху перекрытиями из крупных плит известняка, а прилегающие к краям могил участки были посыпаны охрой. Усопшие были похоронены в вытянутом положении на спине, завернутыми в бересту или шкуры животных, с ориентацией головой на юг. В сопроводительном инвентаре мужского погребения присутствовали: пластины, асимметрично листовидный бифасиальный нож, многофасеточный резец с необработанной рукояткой, треугольный и черешковый ретушированные наконечники стрел, концевой скребок, долото, фрагменты вафельного сосуда, кусочек охры и створка ракушки пресноводного моллюска. Женское захоронение сопровождали: кремнёвый отщеп, полностью ретушированный подпрямоугольный вкладыш, многофасеточный резец с двумя противолежащими рабочими лезвиями, стержневидный четырёхгранный наконечник стрелы или дротика, листовидный бифасиальный наконечник копья, трапециевидное тесло, фрагменты вафельной керамики, кусочек охры, створка ракушки и бусы, составленные из мелких дисков, вырезанных из стенок аналогичных ракушек. Кроме того, здесь же лежали два черепа соболей, кости лебедя и рыбы. По костям мужчины получен радиоуглеродный возраст 3065±65 лет назад. Женщина 18—20 лет из погребения 2 комплекса Помазкино-III на правом берегу Колымы (ымыяхтахская культура) принадлежала к монголоидной расе. Аналогии этому комплексу обнаружены на женских черепах из погребений конца III — начала II тыс. до н. э., расположенных в бассейне среднего течения Селенги, и по реконструированным «взрослым» размерам на черепе девочки из грунтовой могилы на памятнике Каменка-II (Средняя Колыма), что допускает возможность отнесения комплекса к особому антропологическому типу в составе байкальской группы. Возможно, в позднем неолите существовали межпопуляционные контакты, обусловившие обмен женским контингентом среднеселенгинских и среднеколымских популяций. Единственную близкую аналогию абсолютным размерам зубов из Помазкино-III представляют характеристики одного из детей, обнаруженных в ымыяхтском погребении на поздненеолитическом памятнике Каменка-II на Средней Колыме (череп 2).